# Зебер ван дер Флу, Ханс
Ханс Зебер ван дер Флу (нидерл. Hans Seeber van der Floe; 21 мая 1884 — 14 октября 1949) — немецкий дирижёр.
В 1910-х годах работал в Швеции и Дании — в частности, в 1910—1911 годы дирижировал сокращёнными концертными исполнениями оперы Рихарда Вагнера «Парсифаль» в Орхусе и Копенгагене. В 1913—1914 годы недолгое время возглавлял Королевский филармонический оркестр Стокгольма. Затем вернулся в Германию и в 1920-е годы работал с Баденским земельным оркестром в Карлсруэ. Занимал должность музыкального руководителя Южно-Германского радио.
Наиболее известен как пропагандист творчества Руда Ланггора. 26 ноября 1921 года в Карлсруэ дирижировал премьерой его сочинения «Музыка сфер», затем выступал с концертами из произведений Ланггора в Берлине (с Блютнер-оркестром), Эссене, Вене, в 1925 году под управлением Зебера ван дер Флу симфония Ланггора «Пробуждение весны» прозвучала в Германии по радио; эти немецкие концерты стали вершиной публичного успеха молодого композитора.
Карандашный портрет дирижёра (около 1925 года) оставил Макс Аккерман.